# 石平 (劉沒鐸)
石平（577年十一月）是北周時期稽胡領袖劉沒鐸的年號，歷時一個月。

## 紀年對照表
| 石平 | 元年     |
| ---- | -------- |
| 公元 | 577年    |
| 干支 | 丁酉     |
| 北周 | 建德六年 |
| 陳   | 太建九年 |

## 同期存在的其他政權年號
- 中國
  - 太建（569年－582年）：南朝陳政權—陳宣帝陳頊之年號
  - 建德（572年－578年）：北周政權—周武帝宇文邕之年號
  - 天保（562年－585年）：西梁政權—梁明帝蕭巋之年號
  - 延昌（561年－601年）：高昌政權—麴乾固之年號
- 朝鮮半島
  - 鴻濟（572年－584年）：新羅—真智王之年號

## 深入閱讀
- 李崇智. . 北京: 中華書局. 2004年12月. ISBN 7101025129.
- 鄧洪波.  (pdf). 臺北: 國立臺灣大學東亞經典與文化研究計劃. 2005年3月  [2022-01-03]. ISBN 9789860005189. （原始内容存档于2007-08-25）.